# 國族
國族，又称國民，也译作民族，擁有相同文化、語言、歷史與自我認同的一個共同體。經由國族形成國家的理念，稱為民族主義，建立的國家稱為民族國家。因為民族國家的盛行，英語的也常被漢譯為國家。
歐洲語言的「Nation」原指的是「非羅馬世界」的野蠻部落，後來擴大使用到包括「己群」的任何民族之上，並具有包括文化和政治等因素在內的多種意義。但它常與具有國家政治體系的民族型態相聯繫，成為民族國家的限定修飾語。

## 字源與意義
國族是英語「Nation」的漢語譯詞，這個單字最早起源自拉丁文「nation」（nātĭō），字面意思為「他出生的地方」。這個拉丁單字先演變為古法語的 nacion，之後進入英文。它最早與族群（ethnic group）有類似的意義，都可以被用來指某一群人（folk），類似於種族（race），人民（people）。在十六世紀後，隨民族國家興起，這兩個名詞意義開始分化。
葛林費爾德曾經對「nation」這個英文詞在語義學上的演變情形，提供了一個明晰而完整的說明。她將「nation」這個字在意義上的演變分成以下五個階段：
1. 在羅馬時代，「nation」指的是一群從同一個地域來的外國人（a group of foreigners）；
2. 在中世紀的大學興起以後，「nation」的意義變成了一個意見社群（a community of opinion）；
3. 接下來，「nation」的意義又和教會委員會（church council）的參與者有了連結關係，而有了精英（an elite）的意涵；
4. 在十六世紀初期的英國，「nation」的意義又有了變化，變為對具有主權之人民（a sovereign people）的指涉；
5. 一直到其他的國家和人民也用「nation」這個字來指涉他們自己以後，「nation」的指涉對象再度轉變，成為一群獨特之人民（a unique people）的意思（Greenfeld 1992, 4-9）。

如果就「nation」這個字在現代英文中的意義而言，「nation」不僅指涉中文的「國家」（即英文的同義字state, country, commonwealth），也可以指涉「民族」（即英文的同義字people、tribe、nationality），而當一個「國族」以追求獨立自治、建立「國家」為政治目標時，「nation」亦可以被理解成「國族」或「民族國家」（即nation-state或national state）(江宜樺 1998，第7頁)。
漢語中，在中世紀時出現民族這個名詞，但用法與今日有差異。近代日本譯者翻譯歐洲著作（主要是德人著作），以民族（ minzoku）一詞對應 「國族」（Nation） 或「族群」（Ethnic group），之後傳入中國。這使漢語的「民族」一詞具有多重指涉，「民族」的概念又開始分化，與「種族」、「國族」、「族群」等人們共同體相區別。在現代日語中，民族（ minzoku）一詞專指族群，國族則以国民（〔〕 kokumin）一詞替代。

## 概念

### 定义

#### 客觀特質定義
只要我們可以找到一個獨立的語言，那裡就存在著一個獨立的國族 （Wherever a separate language is found, there a separate nation exists）——費希特 1922, 215
如果將「國族」視為一個爭取政治自主性之特殊社群，就要提到十八世紀的德國學者赫德（Johan Gottfried Herder，1744年–1803年）。
赫德將國族視為一種「具有特殊性的語言和文化團體」。在十九世紀初，費希特（Johann Gottlieb Fichte，1762年–1814年）將這個想法繼續往前推進，而主張每一個獨特的語言團體都是一個獨立國族，要有自己的生活，也應該要控制自己的生活（Fichte 1922）。除了語言以外，本世紀的其他學者又替國族體（nationhood）的構成標準添加了很多新的客觀標準，比如說共同地域、血緣、族群、宗教、或共同信仰等等（e.g., Geertz 1963; Smith過這樣的定義：
一個國族是一個由歷史所造成的、穩定的人類社群。它是以共同語言、地域、經濟生活、以及表現於一個共同文化的心理機制為基礎的。——史達林 1912, 20
有些學者則否認這些客觀特質可以被用來當作定義國族的充分條件，甚至是必要條件（e.g., Canovan 1996; Gellner 1983; Hobsbawm 1992; Renan 1994）。霍布斯邦就曾經指出，如果要對國族下一個定義的話，這些所謂的客觀條件都不是恰當的標準。以語言為例，霍布斯邦就用經驗資料告訴我們，當義大利在 1860 年全國統一的時候，只有 2.5% 的義大利人會講義大利語。此外，在 1789 年法國大革命爆發的時候，只有 50% 的法國人會講法語（Hobsbawm 1992, 60 - 61）。也就是說，所謂的國族語言（national language），基本上應當被視為國族主義實行以後的結果，而不能被視為是國族或國族主義的原因。霍布斯邦這樣表示，「國族語言因此幾乎都是半人工的建構物（semi-artificial constructs），在某些例子中，比如說現代的希伯來語（modern Hebrew），它根本就是完全被發明出來的」。因此，「它們這些國族語言剛好和國族主義迷思所宣稱的相反，它們並不是國族文化的原生基礎，也不是國族心靈的產物」。此外，這些用語言、族群、或者是其他的東西等來定義國族的所謂「客觀」判準，自己本身也都會改變，故缺乏明確定義的。我們可以看葛納對於這一個觀察的論點：
把國族當成是自然天成的天賦人類分類法，把國族當成是繼承而來、只是被延宕的政治宿命，這其實是一種迷思。國族主義有時候會利用先前已經存在的文化，將其轉化成國族，有時候又創造出它們，往往還同時把先前存在的文化給消滅掉：這即是現實。——Gellner 1983, 48-9

#### 主觀意識定義
對某些學者而言，國族的本質是主觀上的意識（subjective consciousness），而不是任何客觀上共享的特質，不論這些特質是政治上的、文化上的、或者是生物上的。賽頓-瓦特森這樣表示，「當一個社群裡面佔相當部分的人認為他們是一個國族的時候（consider themselves to form a nation），或者是表現得像他們已經是一個國族的時候（behave as if they formed one），一個國族就存在了」（Seton-Watson 1977, 5）。霍布斯邦也採取類似的立場，而將國族定義為「一群人當中，有相當比例的人認為他們是一個『國族』的成員（regard themselves as members of a “nation”）」（Hobsbawm 1992, 8）。正是在這種意義下，葛納才會一方面宣稱，是先有鬥爭，然後國族才可能隨之而來；另一方面他也強調，一個國族必須是由一群彼此認為同屬於一個國族的人所組成的（Gellner 1983, 48-9）。他這樣表示，
國族是人們的信念、忠誠、和連帶的人工產物。正因為他們彼此承認對方是同胞（recognition of each other as fellows），…… 所以他們才會變成一個國族，而不是因為其他共享的特質。…… [這種彼此間的承認]讓他們和非成員之間有了清楚的界線。——（Gellner 1983, 7）
事實上，遠在上述這些當代的研究者指出國族的主觀建構性以前，這種觀點早就出現在一些古典社會科學研究的著作裡。比如說，社會學大師韋伯就強調國族體（nationhood）的互為主體面向（inter-subjective aspect），而發現到社群的所謂客觀特質，並無法用來定義國族，因為國族這個概念是屬於「價值的領域（sphere of values）」。基本上，國族這個概念在本質上就已經預設了「某些團體在別的團體之前[所擁有]的一種特別的連帶感情（a specific sentiment of solidarity）」（Weber 1958, 172）。
雷南也早在1882年就指出，共同的地理或地域、語言、種族或宗教等這些條件，都不是國族存在的充分或必要條件。相反地，國族有兩個彼此相關的元素，一個是共同擁有對過去之記憶的豐富遺產（a common possession of a rich heritage of memories in the past），另一個則是要生活在一起以便傳承這些遺產的決心（a desire to live together and pass on the heritage）。因此，如果我們想要對國族的本質有進一步認識的話，我們就必須對這些由特殊歷史意識所維繫出來的連帶感（solidarity）進行探索，國族應當要被理解成一種道德的形式（a form of morality）（Renan 1994）。

#### 綜合性定義
主觀元素似乎在國族形成的過程中扮演十分重要的角色，但如果只用主觀元素來定義國族，顯然不夠充分。集體連帶感可以存在於許多不同的社會團體中，比如說家庭、志願團體、或者是商業組織，也都有這種連帶感，並不只是限於國族。那麼，到底國族和其他的社會團體有什麼具體的差別呢？如果將一個擁有集體連帶感的人群稱為國族，除了集體連帶感以外，還可以在這群人當中找到什麼樣的其他特質呢？
關鍵在於承認這些主觀要素經常是以某些客觀要素作為基礎的。在現實生活當中，某個國的成員，通常並不會將他們自己視為是靠集體連帶感所維繫起來的一個團體。相反地，他們會列舉一些其他的東西 --- 比如說一個共同的文化、一個共同的祖先、一個共同的歷史、共享的政治制度、或者是對於某個特定地域的從屬感，以此來將他們這些人連結在一起。
安德森「想像的共同體（imagined community）」這個概念，進一步討論這個問題。對安德森而言，國是一種人造體（artifact），是一個「想像的政治共同體（imagined political community）」。然而，這並不意味著國是一種虛假的（fabricated）的東西，我們應該採用的策略，是用想像的風格（style），以及讓這種想像成為可能的制度（institutions），以這兩點來理解國族的特殊性。關於後者，安德森所舉的例子就是「印刷-資本主義（print-capitalism）」，以及隨之而來的將國族描摹成一個社會學上共同體的新的文學文類（genre），報紙和小說（Anderson 1991）。他說，
所有的共同體，只要比成員之間有著面對面接觸[機會]的原始村落還要大，都是想像的（或許連這種村落也包括在內）。區別不同的共同體的基礎，並不是它們的虛假-真實性（falsity-genuineness），而是它們被想像的風格（the style）。——Anderson 1991, 6
除了風格以外，我們當然也還可以找到區別共同體的其他標準，比如說它們的大小、行政組織的科層化程度、內在的平等程度等等。對研究國族和國族主義的學者而言，我們的首要任務當然是要找出和國族相關之「想像」集體連帶感的特殊形式。卡弘所提供的下面這個清單，似乎多多少少可以視為一個共同體之所以會被想像成國族的一些可能基礎條件：
1. 界線（boundaries）：不論是地域的，人口的，或者是兩者兼具。
2. 不可分割性（indivisibility）：所謂一個國族是一個整全單位（integral unit）的宣稱。
3. 主權（sovereignty），或至少對主權的希冀：因此和別的國族必須維持一種正式的平等關係，而且也通常維持著一種自主的、被認為是自給自足的狀態。
4. 合法性（legitimacy）的「上昇（ascending）」狀態：也就是說，政府必須是由大眾意志（popular will）所支持的，或至少必須是符合「人民（the people）」或「國族（the nation）」的利益。
5. 對於集體事務的大眾參與（participation）：以國族成員之身分為基礎而被動員出來的一群人（不管是為了戰爭或是為了民間活動）。
6. 直接成員身分（membership）：每一個個體都被理解為國族的一個緊密部份，而且和其他成員也都完全平等。
7. 文化（culture）：包括語言、共享的信仰和價值、以及風俗習慣之實踐等的混和體。
8. 時間上的深度（temporal depth）：國族必須是時間上的實存，包括過去和未來的世代，同時也有其歷史。
9. 共同祖先（descent）或种族特質。
10. 特殊的歷史（history），甚至是和特定地域的神聖關係。（Calhoun 1997, 4-5） 
值得注意的是，卡弘正確地提醒我們，這些特徵只是一種國族的「修辭（rhetoric）」，是一種通常用來描述國族特徵的宣稱（claims）。事實上，我們並無法真正藉由經驗上的測量標準（empirical measures），比如說是不是能夠達成主權、是不是能夠抵擋內部的可能分裂而維持其完整性、或者是強制執行清楚的界線來定義國族。相反地，國族通常大都是由這些宣稱所組成的，而這些宣稱不只是描述性的，同時也是規範性的。這些特徵有可能可以對國族體的感情（a sense of nationhood）提供充分的基礎，但是，沒有一個特徵是絕對需要的。對不同的人群而言，他們對自己之所以能夠成為一個國族的宣稱，其實是建立在不同種類的事實上的。我們必須仔細地檢視所有的這些宣稱，並將這些宣稱視為是將這群人連結起來的一種信仰。因此，依循凱拉斯的建議，國族可以定義為：
一群人覺得他們自己是一個被歷史、文化、和共同祖先所連結起來的共同體。國族有「客觀」的特質，這些特質可能包括地域、語言、宗教、或共同祖先，也包括「主觀」的特質，特別是人們對其國族性（nationality）的認知和感情。——Kellas 1991, 2

## 研究
在過去的兩百年當中，作為一種政治力量的國族主義（nationalism），在形塑世界歷史上所扮演的角色，遠比比如說自由或者民主等其他的思想要強大的多。在二十世紀初期，英國的公眾人物諾曼·安吉爾就曾經戲劇性地論道，「對我們這個時代的歐洲人而言，政治國族主義是全世界最重要的東西，不但比人道精神、禮節、慷慨、同情更重要，甚至於比自己的生命本身都還重要」。
然而，關於國族和國族主義的定義到底是什麼，相關內容應該是什麼，在歷史上又曾經有過什麼變化，卻一直是相關學者爭論不休的問題。多數的學者都同意，國族主義是一種自決的政治主張（political doctrine of self-determination）。但是，到底什麼樣的人類集團可以被授與這種自決的權利，在什麼樣的情況下才可以宣稱這種自決的權利，卻一直是一個爭辯中的問題。當試著要替國族主義下一個定義的時候，德國學者亞特就無奈地表示，「在當今的政治分析的詞彙當中，國族主義是最混淆的一個概念之一」。凱克門諾必克也這樣宣稱，「不論是社會學家、歷史學家、政治學家、或者是心理學家，沒有兩位學者用同樣的方式來定義國族主義」。
相關學者之所以會有這種無法對國族和國族主義的基本定義產生共識的局面，幾個可能的原因。

### 高度的政治意涵
最根本的原因，當然是這些語彙充滿了高度的政治意涵。Gellner就曾經表示，「理論上研究國族主義最困難的地方，就在於我們必須在視國族主義為『國族的（national）』和『自然的（natural）』的虛假解釋 --- 通常它們都只是虛構出來正當化國族主義的 --- 以及視國族主義為受到時間和脈絡制約的真正解釋之間，做一個清楚的劃分」。
儘管葛納強調區辨「國族主義宣傳」和「國族主義研究」，但是國族主義的研究卻在本質上和知識的實踐脫離不了關係。正如詹姆士指出：
1. 所有從事國族主義研究的人，在「定義」上就已經是在從事一種知識的實踐了。即使你是有意識地坐在平靜的研究室中和政治運動者相互隔離，你的研究成果卻無可避免地會影響到你的研究對象，和這個國族主義運動相關的每一個活生生的人。
2. 從國族主義過去的發展歷史來看，文化菁英－尤其是社會科學的工作者，一直都處在國族主義風暴的最前線。無論是官方版的國族主義，或者是反對運動的國族主義，幾乎都是透過知識份子在意識型態上掌旗和操盤。
3. 自從國族主義在19世紀末開始襲捲整個世界以來，透過國家機器所掌控之教育體系的運作，知識份子一直都在「國族文化」的生產和複製上扮演著重要的角色[12]。

### 複雜性和多重性
研究國族主義的第二個難題在於它所涉及之經驗現象的複雜性（complexity）和多重性（multiformity）。事實上，我們常常將在不同的時間和不同的空間裡面所發生的不同形式之經驗現象，一律統稱為「國族主義」。比如說，不論是不列坦尼的分離運動、泛阿拉伯民族主義、甚至是宣稱要為中國的未來奮鬥不懈的1989年中國學生示威活動，通通被同一個標籤“國族主義”所概括，雖然這三者不但有著完全不同的歷史路徑，也發生於完全不同的政治社會結構當中。因此，Alter就曾經指出： 
事實已經清楚地擺在眼前，國族主義作為一種涵蓋多種情形的標籤以及正當性來源，本身就隱藏了極度的矛盾。它可以被視為是一種解放，但同時卻也可以被視為一種壓迫。就此而言，國族主義是一個同時存放著危險和機會的地方。如果我們要宣稱這個詞彙真正代表什麼、或者應該指涉什麼的話，我們一定要將具體的歷史脈絡指陳出來。或許我們可以有這樣的一個初步結論，國族主義並不是只有一種形式，而是有很多不同的國族主義。也就是說，我們應該用複數，而不是單數，來描摹這個詞彙。

### 跨學科本質
國族主義研究的第三個難題在於它的跨學科本質（interdisciplinarity）。最早研究這個領域的是歷史學者，但是，由於和國族相關之經驗現象的多重性和變異性，人類學家、政治學家、社會學家、社會心理學家、語言學家、國際關係學者、以及其他社會科學和人文學領域的學者，也都陸續加入了國族主義研究的行列。
英國社會學者安東尼·D·史密斯就曾經表示，和國族主義研究相關的題目至少包括以下這些子題等：
1. 族群（ethnicity）的起源和形成
2. 造成我族中心主義（ethnocentrism）的相關條件
3. 族群社群（ethnic community）的本質
4. 族群認同的性質
5. 國族（nation）的起源和形成
6. 國家認同的本質
7. 國族的社會、政治、文化基礎
8. 國族和現代性（modernity）的關聯
9. 國族主義意識型態和國族運動在性別、階級、以及文化上等面向所展現出來的特質
10. 國族主義知識份子（nationalist intellectuals）在國族運動中所扮演的角色
11. 世界上現有的國族國家（nation states）在文化和社會層次所可能造成的影響
12. 國族和國族主義對地緣政治（geopolitics）所造成的影響

某一個學術領域的學者通常只能探觸到這些現象的某一部分而已。如果要對國族主義這個經驗現象有比較完整的掌握的話，一個跨學科取向的研究設計可能會是一個無法避免的結果。

### 方法論上的困難
當把像國族或國族主義這樣的概念放在一般社會科學研究的因果關係模型中的時候，無可避免地會遭遇到很多方法論上的困難。比如說，在分析國族主義的起源的時候，就會發現到，在很多時候，國族主義同時扮演著原因和結果的角色。寇克力（Coakley）就曾經這樣表示：「國族主義微妙的地方，就在於其因果關係十分地難以決定。國族主義自己本來就是難以捉摸的（amorphous），而它不但對其他的社會現象有影響力，而且自己又[同時也]是這些社會現象的結果」。 
國族是某一類型的團體（group），這一點大致上是沒有問題的。

### 英文書目
- Alter, Peter. 1994. Nationalism. 2nd ed. translated from German by Edward Arnold. New York: Edward Arnold.
- Anderson, Benedict. 1991. Imagined Communities: Reflection on the Origins and Spread of Nationalism. Revised ed. London: Verso.
- Calhoun, Craig. 1997. Nationalism. Minneapolis: University of Minnesota Press.
- Canovan, Margaret. 1996. Nationhood and Political Theory. Cheltenham, United Kingdom: Edward Elgar.
- Ergang, Robert Reinhold. 1966. Herder and the Foundations of German Nationalism. New York: Octagon.
- Fichte, Johann Gottlieb. 1922. Addresses to the German Nation. translated by Reginald Foy Jones, and George Henry Turnbull. Chicago: Open Court.
- Geertz, Clifford. 1963. The Integrative Revolution: Primordial Sentiments and Civil Politics in the New States. In Old Societies and New States: The Quest for Modernity in Asia and Africa, edited by Clifford Geertz, 105-57. New York: The Free Press.
- Gellner, Ernest. 1964. Thought and Change. London: Weidenfeld and Nicolson.
- Gellner, Ernest. 1983. Nations and Nationalism. Ithaca, N.Y.: Cornell University Press.
- Gladney, Dru C. 1997. Ethnic Identity in China: The Making of a Muslim Minority Nationality. Belmont, Calif.: Wadsworth Publishing Company.
- Greenfeld, Liah. 1992. Nationalism: Five Roads to Modernity. Cambridge, Mass.: Harvard University Press.
- Griffiths, Stephen Iwan. 1993. Nationalism and Ethnic Conflict: Threats to European Security. New York: Oxford University Press.
- Herder, Johan Gottfried. 1969. J.G. Herder on Social and Political Culture. translated, edited and with an introduction by Frederick M. Barnard. London: Cambridge University Press.
- Hobsbawm, Eric J. 1992. Nations and Nationalism since 1780: Programme, Myth, Reality. 2nd ed. Cambridge: Cambridge University Press.
- James, Paul. 1996. Nation Formation: Towards a Theory of Abstract Community. Thousand Oaks, Calif.: Sage Publications.
- Kecmanovic, Dusan. 1996. The Mass Psychology of Ethnonationalism. New York: Plenum Press.
- Kellas, James G. 1991. The Politics of Nationalism and Ethnicity. New York: St. Martin's Press.
- McKim, Robert, and Jeff McMahan. eds. 1997. The Morality of Nationalism. New York : Oxford University Press.
- Renan, Ernest. 1994. Qu'est-ce qu'une nation? In Nationalism, edited by John Hutchinson, and Anthony D. Smith, 17-18. New York: Oxford University Press.
- Seton-Watson, Hugh. 1977. Nations and States. London: Methuen.
- Smith, Anthony D. 1986. The Ethnic Origins of Nations. Cambridge, Mass.: Blackwell Publishers.
- Smith, Anthony D. 1998. Nationalism and Modernity: A Critical Survey of Recent Theories of Nations and Nationalism. New York: Routledge.
- Snyder, Louis L. 1990. Encyclopedia of Nationalism. London: St. James Press.
- Stalin, Joseph. 1994. The Nation. In Nationalism, edited by John Hutchinson, and Anthony D. Smith, 18-21. New York: Oxford University Press.
- Weber, Max. 1958. From Max Weber: Essays in Sociology. translated, edited, and with an introduction by Hans H. Gerth, and C. Wright Mills. New York: Oxford University Press.

### 中文書目
- 浦薛鳳，1963，現代西洋政治思潮。台北：正中書局。
- 陳光興. . 台灣社會研究季刊. 1994, (17): 149–222.
- 黃昭堂. . 台北: 前衛. 1994: 195–227. ISBN 9789578010048.
- 沈松橋. . 台灣社會研究季刊. 1997, (28): 1–77.
- 江宜樺. . 台北: 揚智文化. 1998. ISBN 957-8446-66-7.
- 陳奕麟. . 台灣社會研究季刊. 1999, (33): 103–131.

### 其他
1. ↑  《南齊書》《高逸傳》〈顧歡〉：「今諸華士女，民族弗革。」
2. ↑  周星 民族學新論 1992年 第1版
3. ↑  關於赫德和國族主義相關的重要作品，可以參考Herder （1969, 1992）。至於和赫德相關的研究，可以參考Ergang （1966）。
4. ↑  （Hobsbawm 1992, 54）
5. ↑  當然，這份清單並不是「最後」的清單。如果我們願意的話，我們還可以再加上一些其他的元素。卡弘自己就這樣表示，「[事實上]並不存在一份完美的清單。我們所感興趣的是國族的共同模式，而不是提供一個對國族的正確定義。[在這份清單所]舉出來的這些例子，可以幫助我們發展出一個『理想型』，但是，這只是一種對於概念化過程的助力，而不是一個操作定義，或者是一個經驗上可以驗證的描述」（Calhoun 1997, 5）。
6. ↑  （Calhoun 1997, 5）就這一點而言，所謂世界上大多數的國族國家（nation-state）都不是「純粹的國族」這種講法，其實是沒有太大意義的。畢竟，國族國家本身就是一個意識型態的建構，是國族主義教條的產物。
7. ↑  引自Snyder 1990, vii
8. ↑  Alter 1994，1
9. ↑  Kecmanovic 1996，15
10. ↑  e.g., McKim and McMahan 1997, 156-7; Smith 1998, 223
11. ↑  Gellner 1964，151
12. ↑  James 1996，193
13. ↑  e.g., Calhoun 1997, 20-2; Canovan 1996, 50; Smith 1998, 223
14. ↑  Alter 1994, 2
15. ↑  e.g., Griffiths 1993, 11; Hobsbawm 1992, 10; Kellas 1991, 1
16. ↑  Smith 1998，222
17. ↑  引自Kecmanovic 1996, 211